# Ivan Goubkine
Ivan Mikhaïlovitch Goubkine (en russe : Иван Михайлович Губкин ; 9 septembre 1871 - 21 avril 1939) est un géologue russe puis soviétique. Il fut président du Congrès géologique international de Moscou (1937) et s'intéressa particulièrement aux gisements de pétrole de la région située entre la Volga et l'Oural.

## Biographie
La famille d'Ivan Goubkine est originaire de la région de Belgorod, près de l'Ukraine. Il est né dans une famille pauvre de bateliers de la Volga.
Goubkine fréquenta l'école de l'Ouïezd de Mourom. En 1890 il terminait une formation d’instituteur et fut affecté à Mourom. De 1895 à 1898 il étudia à l'École normale de Saint-Pétersbourg et put enseigner dans cette capitale impériale.
Il s'inscrivit à l'École des mines de Saint-Pétersbourg et, diplômé en 1910, il fut recruté par l'Institut de Géologie. Il effectua un stage de génie pétrolier aux États-Unis de 1917 à 1918 . À son retour, Lénine le nomma à la Commission des pétroles. Nommé professeur à l’Institut minier de Moscou  en 1920, il en devint le recteur deux ans plus tard. 
En 1921, il adhéra au parti communiste. Il dirigea la commission d'enquête de l'Anomalie magnétique de Koursk de 1920 à 1925, qui conclut finalement à la présence d'énormes gisements de fer. Il fut élu à l'Académie des sciences de Russie en 1929, et en fut le vice-président de 1936 à 1939.
En 1931 devant l'Académie des sciences il défend pour la première fois le futur pétrolier de la Sibérie. Il présume que c'est à l'est de l'Oural en bordure de la dépression sibérienne, que l'on peut trouver des structures favorables à l'accumulation de pétrole. L'ouvrage de Goubkine, Учение о нефти (Étude du pétrole) (1932), développe la théorie des origines du pétrole et des conditions nécessaires pour la formation des gisements de pétrole. En 1934, suivant ses instructions de repérages, des traces de pétrole sont décelées dans la rivière Yougan, qui se déverse dans l'Ob, non loin de la ville de Sourgout. D'immenses nappes de pétrole, parmi les plus vastes du monde sont scellées  au plus profond du sous-sol de l'Ob.
Goubkine était le rédacteur en chef de la revue Problèmes de géologie soviétique. En 1929, il reçut l'ordre de Lénine. Au cours des premier et deuxième plans quinquennaux, il fut président du Conseil pour l’étude des forces productives (SOPS) de l'Académie des sciences (1930-1936). Goubkine est mort à Moscou en 1939.
Ont été nommés en son honneur :
- Le prix de l'Académicien Goubkine pour des réalisations scientifiques et techniques dans le domaine du pétrole.
- L'université d'État du pétrole et du gaz I.M. Goubkine, à Moscou.
- La ville de Goubkine, dans l'oblast de Belgorod.
- La ville de Goubkinski, dans le district autonome des Iamalo-Nenets.
- La rue Goubkine, à Kazan.

## Source
- (en) Cet article est partiellement ou en totalité issu de l’article de Wikipédia en anglais intitulé « Ivan Gubkin » (voir la liste des auteurs).